# Adrien Petit
Adrien Petit (Arras, Pas-de-Calais, 26 de setembro de 1990), é um ciclista profissional francês, membro da equipa Direct Énergie.
Estreia como profissional em 2011 na mesma equipa, ainda que já em 2010 tinha participado em algumas corridas com a formação francesa.
Em setembro em 2011, terminou 2º no Campeonato do Mundo em Estrada sub-23, por trás do seu compatriota Arnaud Démare.

## Palmarés
2011
- 2º no Campeonato do Mundo em Estrada sub-23

2012
- 3º no Campeonato da França em Estrada

2013
- 1 etapa da Tropicale Amissa Bongo

2014
- Tro Bro Leon

2015
- 1 etapa do Tour de Luxemburgo

2016
- Tropicale Amissa Bongo, mais 3 etapas

2017
- 1 etapa dos Quatro Dias de Dunquerque
- Grande Prémio do Somme

2018
- Paris-Troyes

## Resultados nas grandes voltas
| Corrida            | 2011 | 2012 | 2013 | 2014 | 2015 | 2016 | 2017 | 2018 |
| ------------------ | ---- | ---- | ---- | ---- | ---- | ---- | ---- | ---- |
| Volta a Italia     | -    | -    | -    | -    | -    | -    | -    | -    |
| Volta a França     | -    | -    | -    | 156º | -    | 164º | 126º | -    |
| Volta a Espanha    | -    | -    | 130º | -    | -    | -    | -    | -    |
| Mundial em Estrada | -    | -    | -    | -    | -    | Ab.  | -    | -    |

-: não participa

Ab.: abandono

## Equipas
- Cofidis (2011-2015)
  - Cofidis, le Crédit en Ligne (2011-2012)
  - Cofidis, Solutions Crédits (2013-2015)
- Direct Énergie (2016-)